# Liste der Monuments historiques in Obenheim
Die Liste der Monuments historiques in Obenheim führt die Monuments historiques in der französischen Gemeinde Obenheim auf.

## Liste der Bauwerke
| Bezeichnung            | Beschreibung                                                                          | Standort                 | Kennzeichnung | Schutzstatus | Datum | Bild           |
| ---------------------- | ------------------------------------------------------------------------------------- | ------------------------ | ------------- | ------------ | ----- | -------------- |
| Protestantische Kirche | Grabdenkmal für Friedrich von Sickingen von 1581 (siehe unten) in der Kirche von 1897 | Rue de Strasbourg (Lage) | PA00084838    | Inscrit      | 1935  | weitere Bilder |

## Liste der Objekte
| Bezeichnung                             | Beschreibung    | Standort                              | Kennzeichnung | Schutzstatus | Datum | Bild |
| --------------------------------------- | --------------- | ------------------------------------- | ------------- | ------------ | ----- | ---- |
| Grabdenkmal für Friedrich von Sickingen | Sandstein, 1581 | in der protestantischen Kirche (Lage) | PM67001695    | Inscrit      | 1981  |      |